# 田原俊彦
田原 俊彦（たはら としひこ、1961年〈昭和36年〉2月28日 - ）は、日本の歌手（アイドル）、俳優、タレント。ジェイブレイブ所属。
神奈川県横須賀市出生、山梨県甲府市出身。愛称はトシちゃん。妻は元モデルの向井田彩子。娘が二人おり、長女はタレントの田原可南子。娘婿は俳優の高良健吾。

## 所属事務所
- ジャニーズ事務所
- 個人事務所「DOUBLE “T” PROJECT」
- ヒロ・パブリッシャーズ
- ヒット・バイブ
- JVCエンタテインメント
- フォーミュラミュージックエンタテインメント
- ジェイブレイブ

## ジャニーズ時代の参加ユニット
- ギャングス
- ピラミッド
- たのきんトリオ[4]
- サンデーズ

## 来歴

### 生い立ち
神奈川県横須賀市で生まれる。住まいは海の近く、馬堀町の小さな借家だった。家族は小学校の教師の父と母、姉2人、妹がいた。
父は学校の教師だったから、机に向かって調べ物をしたり、何か難しそうな本を読んだりしていたという。両親は信者ではなかったが、田原は「マリア幼稚園」というカトリックの幼稚園に通った。毎朝、迎えのバスで幼稚園に行き、朝は「天にましますわれらの父よ…」とお祈りをした。
父が勤めていた小学校には当時、教師たちによる「宿直」制度があり、田原が4〜6歳ぐらいのころ、一緒に小学校に泊まりに行った。父の隣で布団をかぶって寝るなど、2人だけの貴重な時間を過ごした。

### 歌手デビューまで
1967年3月、横須賀・大津マリア幼稚園を卒園後、同年4月に横須賀市立馬堀小学校に入学。しかし、入学後間もなく6月23日に父が糖尿病で亡くなり、一家の生活が立ち行かなくなったため、翌7月2日に母の故郷である山梨県甲府市桜井町に転居。母の手ひとつで育てられながら、高校卒業までを甲府市で過ごした。甲府市立甲運小学校、甲府市立東中学校、山梨県立甲府工業高等学校（全日制・土木科）卒業。
幼い時に父を亡くして、田原自身を含む4人の子供を抱えた母子家庭の生活は貧しく、また芸能界に対する強い憧れもあって、貧しい生活から早く抜け出して一家を楽にさせるには芸能人になって成功する以外に道はないと中学時代から決意していた。田原が芸能界に興味を持つようになったのは、3人の姉妹達の影響が大きかったという。
高校に入学した直後の1976年5月にジャニーズ事務所宛の履歴書を送ったが、いつまでたっても返事が来なかったため、同年8月に事前連絡することなく東京の事務所を直接訪問。事務所のスタッフからジャニー喜多川社長の居場所を教えられて日劇へ行き、ジャニー本人と直談判の末に入門を認められる。
高校時代は事務所のレッスンのため週末ごとに甲府市と東京の間を中央本線の電車で往復する生活を続けた後、1979年3月1日、高校卒業と同時に正式に上京。母は当初、息子を父と同じ教師にしたかったため、息子の芸能界入りには反対していたが、息子が正式に上京する時には、「やっぱり芸能界は無理だった、なんて言って逃げて帰って来るんじゃないよ」と言って送り出したという。なお、田原は後にフジテレビ系列の『教師びんびん物語』で父と同じ小学校教師の役を演じた。
テレビの初出演は1978年の秋（当時高校3年生）、テレビ朝日の『とびだせ!パンポロリン』にて。歌と体操のお兄さんとして出演していたギャングスの松原秀樹の代役出演。
1979年4月、曽我泰久（現:曾我泰久）、長谷部徹と共に、川崎麻世のバックコーラス&ダンスグループ「ピラミッド」を結成。7月まで、毎週日曜夜7時から30分間放送していた日本テレビのダンス番組『ミュージックボンボン』にもピラミッドとして出演。7月、フォーリーブスのおりも政夫がミュージカル『南太平洋』に出演した際、1か月間だけ彼の付き人を経験したことがある。
1979年10月から半年間、学園ドラマ『3年B組金八先生』に沢村正治役でレギュラー出演。同番組で共演の近藤真彦と野村義男と共に｢金八トリオ｣の愛称で人気に｢たのきんトリオ｣で博することになった。なお、近藤と野村は放送当時実際に中学生（当時15歳）であったが、田原はすでに18歳（放送中に誕生日を迎え19歳）で高校を卒業していたため、事務所側の意向もあり、1歳若く年齢を詐称。その年齢との辻褄を合わせるため、公式のプロフィールも「高校を2年一杯で中退」に変更した。この件については、後に歌番組の中で謝罪している。当時の田原の人気は凄まじく、全国から送られてくるファンレターの数が最高で月18万通にも達したという。
1980年春、NHKの若者向け音楽番組『レッツゴーヤング』に番組専属グループ「サンデーズ」の新メンバーとしてレギュラー出演。

### 歌手デビュー後 - 全盛期
1980年6月、たのきんトリオの先陣を切り、レイフ・ギャレットの『New York City Nights』をカバーした『哀愁でいと』で歌手デビューした。以降、1980年代のトップアイドルとして活躍する。ダンスビートに乗って踊りながら歌うポップスの男性アイドルとなった。第1シングルB面および第2シングル以降、クラシック畑の宮下智を作曲担当にした。1982年、ブロマイド年間売上実績の男性部門でトップとなった。
グループから田原が最初にデビューしたが、これは田原がグループでのデビューは「それは勘弁してくれ」と言い、ソロデビューをゴリ押した為。田原は「絶対にソロじゃないと嫌だ」という思いと、「絶対僕は1人じゃなきゃできないって自分でも思ってた」そうで、ソロでの活動の志向が強かった故に、最終的にソロでのデビューとなった。また田原は、「グループでデビューしたら半年もたないな」と思っていたそうである。
第22回日本レコード大賞・最優秀新人賞、第11回日本歌謡大賞・放送音楽新人賞などを受賞し、その後も『教師びんびん物語』などのドラマに主演するなど、俳優としても活躍した。
ファンによるステージ用の応援コールも生まれた。代表的なものは「T・O・S・H・I スーパーアイドルLOVE俊ちゃん!」。また、『哀愁でいと』から『ジャングルJungle』まで、オリコンシングルの連続TOP10入り37作の記録を持つ。その後の3作はTOP入りを逃すも、『雨が叫んでる』で通算38作目かつ現在で最後のTOP10入りとなった。通算で38作のオリコンTOP10入りはサザンオールスターズの『愛と欲望の日々/LONELY WOMAN』に破られるまで、当時歴代1位の記録だった。
1984年ロサンゼルスオリンピックの際、聖火リレーのランナーの1人として、日系アメリカ人俳優のジョージ・タケイらとリトル・トーキョーを走った。その際、現地報道では「日本のマイケル・ジャクソン」と紹介された。
TBS『ザ・ベストテン』では最多出場記録を持っており、同番組には田原の名前入りの青いソファーが1988年1月7日よりスタジオに設置され。このソファーは、1987年12月31日の『ザ・ベストテン』放送の際に紹介。
フジテレビ『夜のヒットスタジオ』初出演はデビュー9日後の1980年6月30日放送回。以降、原則月1回 - 2回のハイペースで出演を続け、番組終了（1990年10月）までの間に158回の出演回数を記録。番組が『夜のヒットスタジオDELUXE』と改題、2時間枠に放送時間を拡大したのを機に新設されたマンスリーゲストにも歴代最多の3回（1985年5月、1986年12月、1989年6月）抜擢。『教師びんびん物語』主演当時は教え子役の子役との共演ともに主題歌でもある『ごめんよ涙』を披露、座長公演の最中での出演時はその舞台のいでたちで番組に登場、渡辺貞夫・久保田利伸らとセッションを行うなど、パフォーマンスを数多く番組内で披露。レギュラー放送最終回の1990年9月19日放送ではトリを任され、スタジオを駆け回りながら『ジャングルJungle』を熱唱。
1980年から1986年まで、『NHK紅白歌合戦』に7年連続出場。しかし1987年は、歌手活動より俳優業が多くなった時期でもシングルは『KID』、ドラマ『ラジオびんびん物語』の主題歌『どうする?』等3枚発売されたが、落選。翌1988年に発売された『抱きしめてTONIGHT』がフジテレビ系ドラマ『教師びんびん物語』の高視聴率とリンクしたこともあり、久々の長期的ヒットに発展。1988年の紅白に選ばれるが、前年落選の報復をするかのように、本人の希望で出場者発表後に突然の辞退宣言を表明。1989年、『ごめんよ涙』でヒットしたものの、不出場。その後、NHKの番組に一切出演していなかったが、1994年『ふたりのビッグショー』（松田聖子と共演）、2005年『思い出のメロディー』、2021年2月には『田原俊彦“還暦前夜!”スペシャルワンマンライブ』（NHKBSプレミアム）に出演している。
光GENJIの諸星和己の回想によると、当時の田原はジャニーズ合宿所で別格で、夜9時ぐらいに田原が帰ってくるまで他のタレントは夕食を食べてはいけないことになっていた、近藤も頭を下げる事があった、など絶対的な存在だったという。

### ジャニーズ独立後
1991年1月、個人事務所「DOUBLE "T" PROJECT」を設立。当初ジャニーズ事務所と並行して所属していたが、1994年3月1日にジャニーズ事務所から完全に独立。それに先立つ1994年2月17日、長女が誕生。記者会見に応じるが、一通り話した内容のうち会見終了時に発した「僕くらいビッグになると…」の部分だけをマスコミが切り取って取り上げられ、激しいバッシングを受ける。本人としてはジョークのつもりだったが、メディアから「思い上がっている」と批判された。後年のインタビューでは「僕に力がなかった」と反省するコメントをしている。
この独立は、ジャニーズ側の反対を押し切って実行されたものと言われ、独立後はジャニーズの後輩たちとの共演はほぼ不可能となった。独立当初は田辺エージェンシーと業務提携していたため『笑っていいとも!』などに出演していたが、提携解消後はたちまち芸能活動が立ち行かなくなり、1996年に事務所は倒産。『教師びんびん物語』で共演していた野村宏伸のつてでヒロ・パブリッシャーズと契約するも、テレビ業界からは完全に干され、タレントとしても長らく不遇な時期が続いた。その後、毎年コンサートツアーやディナーショーを全国各地で行い、地道な努力を辛抱強く積み重ね再びマスコミの注目を集めるようになった。
現在は司会者としても活動しながら、古くからのファンだけでなく多くの若年層のファンをも獲得。
2006年6月からインターネットラジオ番組『田原俊彦DOUBLE"T"リラックスタイム』を開始し、2009年のシーズン4では視聴者数（ユニークユーザー）が25万人を超えた。2010年4月にシーズン5を迎え、田原俊彦DOUBLE"T"リラックスタイム5と題している。
2009年4月、田原俊彦デビュー30周年記念プロジェクト公式サイトを設立。5月27日、23年ぶりとなる自伝『職業＝田原俊彦』（KKロングセラーズ刊）を出版。
2017年6月、ユニバーサルミュージックよりシングル「フェミニスト」発売。2006年以来11年ぶりのメジャー復帰。
2019年9月4日に東京ドームで行われたジャニー喜多川の「お別れの会」には参列しなかった。
2021年2月28日、還暦を機にTikTokの公式アカウントを開設。
2021年8月18日、8月14日に亡くなり、過去世話になった藤島メリー泰子の追悼コメントを発表した。
2022年9月30日、テレビ番組の制作プロダクションであるいまじんCRとサイコー！の共同プロデュースよる個人YouTubeチャンネル『田原トシちゃんねる！』を開設。
2025年3月19日、長女の可南子と高良健吾に第一子が誕生。田原にとって初孫となる。

## 人物
身長175cm、体重62kg。
父（故人）はかつて小学校の教師をしており、当時の教え子に伊藤聖史が居た。
マイケル・ジャクソンを最も尊敬するアーティスト、お師匠さんと挙げている。
矢沢永吉と浜田省吾の大ファン、初のライブ観戦は中学1年生のとき、山梨学院大学講堂で行われたキャロルのライブだった。浜田はデビュー前、『MIND SCREEN』を聴きファンになり、デビュー後に『MIND SCREEN』収録「ダンシング・レディ」をテレビで歌唱。浜田とは『明星』1987年1月号で対談、都度、浜田の作品を雑誌記事で紹介。浜田から「詩を作ってくれたら曲をプレゼントするよ」と言われたが、実現はしなかった。田原がプロデビュー後に行った他人のコンサートは浜田のみ、カラオケでは自分の曲は歌わず、浜田と矢沢を歌う。
田原は過去の独立問題と何ら関係なく、人生最大の恩人としてジャニー喜多川に対する敬意と感謝の気持ちを、今も変わらず持ち続けている旨を自伝『職業＝田原俊彦』の中で語っている。また、田原は前述の通り幼い時に父を亡くしているため、自分にとってはジャニーは第二の父であるとも語っている。
同じ年にデビューした松田聖子とはレッツゴーヤングのサンデーズ時代からの付き合いであり、互いにトップアイドルとなった1980年代初期には番組などで二人が並んで登場すると互いのファンから抗議の手紙や電話が番組に相次いだという。田原と松田は互いを「戦友」だとしている。
後輩の錦織一清は合宿所での田原の様子について「（田原は）寝ずに（合宿所に）鏡の部屋があるんですけど、明け方までずっと練習していて。振り付け（のレッスンが）終わると必ず鏡の前で（復習を）始めて『これ頭の中で考えなくても振りが出るようにやらないと。これからが始まりだから』って言ってました」と明かし、「素晴らしい先輩」だと語っている。
田原のバックダンサーや振付師として、木野正人（乃生佳之と共に「BD104（バックダンサートシ）」を1980年代後半に組んでいた）が長年、務めてきた。現在のバックダンサーはNAOTO（LYRICAL THANKS・Red Ribbon）を筆頭に男性4人構成で全ステージを彩る。
交友関係
プロサッカー選手の三浦知良とは、三浦がまだ無名だった頃からの親友。
1993年、三浦がJリーグアウォーズ表彰式で、初代MVPを受賞した際着ていた真赤なタキシードは、田原が10周年コンサートツアーで着用した物。テレビでの共演も多い。
近藤とは若いころ仲がよかったが2021年時点で連絡を取り合うことがないほど接点がなくなったものの、近藤が退所したことで現状を案じるなど気にかけている。
数多のデュエット共演をした研ナオコと、非常に仲が良いことで知られる。

## ディスコグラフィー

### シングル
| #                                                           | タイトル                      | B面                                                                                                  | 発売日         | 規格                   | 規格品番                    | 順位        |
| NAVレコード                                                 | NAVレコード                   | NAVレコード                                                                                          | NAVレコード    | NAVレコード            | NAVレコード                 | NAVレコード |
| ----------------------------------------------------------- | ----------------------------- | --- | -------------- | ---------------------- | --------------------------- | ----------- |
| 1st                                                         | 哀愁でいと                    | 君に贈る言葉                                                                                         | 1980年6月21日  | EP                     | N-53                        | 2位         |
| キャニオン・レコード / NAV                                  |                               | |                |                        |                             |             |
| 2nd                                                         | ハッとして!Good               | 青春ひとりじめ                                                                                       | 1980年9月21日  | EP                     | 7A-0008                     | 1位         |
| 3rd                                                         | 恋＝Do!                       | 空とぶハート                                                                                         | 1981年1月12日  | EP                     | 7A-0047                     | 1位         |
| 4th                                                         | ブギ浮ぎI LOVE YOU            | センチはやめろよ                                                                                     | 1981年4月1日   | EP                     | 7A-0063                     | 2位         |
| 5th                                                         | キミに決定!                   | 愛の神話                                                                                             | 1981年7月1日   | EP                     | 7A-0093                     | 2位         |
| 6th                                                         | 悲しみ2(TOO)ヤング            | 悲しみよこんにちわ                                                                                   | 1981年9月2日   | EP                     | 7A-0103                     | 2位         |
| 7th                                                         | グッドラックLOVE              | スターダストに夜は更けて                                                                             | 1981年10月16日 | EP                     | 7A-0123                     | 3位         |
| 8th                                                         | 君に薔薇薔薇…という感じ       | ANO ANOお嬢さん                                                                                      | 1982年1月27日  | EP                     | 7A-0153                     | 3位         |
| 9th                                                         | 原宿キッス                    | 真夏にドッキリ                                                                                       | 1982年5月8日   | EP                     | 7A-0173                     | 1位         |
| 10th                                                        | NINJIN娘                      | ジャングル・シェイク                                                                                 | 1982年8月6日   | EP                     | 7A-0213                     | 2位         |
| 11th                                                        | 誘惑スレスレ                  | 哀愁DIARY                                                                                            | 1982年10月15日 | EP                     | 7A-0223                     | 1位         |
| 12th                                                        | ラブ・シュプール              | 双子座の恋人たち                                                                                     | 1982年12月18日 | EP                     | 7A-0243                     | 3位         |
| 13th                                                        | ピエロ                        | 片想いキック                                                                                         | 1983年2月17日  | EP                     | 7A-0263                     | 1位         |
| 14th                                                        | シャワーな気分                | 溜息DAY & NIGHT                                                                                      | 1983年5月18日  | EP                     | 7A-0283                     | 1位         |
| 15th                                                        | さらば‥夏                     | 100億年の恋人                                                                                        | 1983年8月12日  | EP                     | 7A-0303                     | 1位         |
| 16th                                                        | エル・オー・ヴイ・愛・N・G    | カフェバー物語                                                                                       | 1983年11月18日 | EP                     | 7A-0333                     | 1位         |
| 17th                                                        | チャールストンにはまだ早い    | 風の上ならSO HAPPY                                                                                   | 1984年2月3日   | EP                     | 7A-0363                     | 2位         |
| 17th                                                        | 風の上ならSO HAPPY            | チャールストンにはまだ早い (カラオケ・セリフ入り)                                                    | 1984年4月12日  | 12inch                 | C10A-0343                   |             |
| 18th                                                        | 騎士道                        | ハロー・センチメンタル                                                                               | 1984年5月23日  | EP                     | 7A-0383                     | 1位         |
| 19th                                                        | 顔に書いた恋愛小説            | ニューヨーク・スマイル                                                                               | 1984年8月8日   | EP                     | 7A-0413                     | 1位         |
| 20th                                                        | ラストシーンは腕の中で        | サヨナラを言わせないで                                                                               | 1984年11月14日 | EP                     | 7A-0443                     | 2位         |
| 21st                                                        | 銀河の神話                    | ミスティー・マインド                                                                                 | 1985年2月1日   | EP                     | 7A-0463                     | 2位         |
| 22nd                                                        | 堕ちないでマドンナ            | Summer Bride                                                                                         | 1985年5月16日  | EP                     | 7A-0493                     | 3位         |
| 23rd                                                        | 華麗なる賭け                  | ショットガン                                                                                         | 1985年8月14日  | EP                     | 7A-0513                     | 1位         |
| 24th                                                        | It's BAD                      | 見慣れない君を見た                                                                                   | 1985年11月28日 | EP                     | 7A-0543                     | 4位         |
| 25th                                                        | Hardにやさしく                | 憂嬢の物語                                                                                           | 1986年3月5日   | EP                     | 7A-0563                     | 8位         |
| 26th                                                        | ベルエポックによろしく        | ハートブレイク オン ステージ                                                                         | 1986年6月19日  | EP                     | 7A-0593                     | 2位         |
| 27th                                                        | あッ                          | お嬢さん                                                                                             | 1986年9月21日  | EP                     | 7A-0633                     | 3位         |
| 28th                                                        | KID                           | Oh!若旦那                                                                                            | 1987年1月21日  | EP                     | 7A-0683                     | 3位         |
| 29th                                                        | “さようなら”からはじめよう    | 愛の休日                                                                                             | 1987年6月21日  | EP                     | 7A-0753                     | 4位         |
| 30th                                                        | どうする?                     | BORDER LINE                                                                                          | 1987年9月11日  | EP                     | 7A-0763                     | 3位         |
| 30th                                                        | どうする?                     | BORDER LINE Toshiのドラマ名言集 (vs 野村宏伸 CBS・ソニー)                                            | 1987年9月11日  | CT                     | 10P-3148                    | 3位         |
| 30th                                                        | どうする? (Remix Version)     | 壊れかけたスマート さよなら街灯り                                                                    | 1987年12月5日  | 12inch                 | C12A-0603                   | 60位        |
| 30th                                                        | どうする? (Remix Version)     | 壊れかけたスマート さよなら街灯り                                                                    | 1987年12月5日  | Maxi                   | D15A-0333                   | 60位        |
| ポニーキャニオン / NAV                                      |                               | |                |                        |                             |             |
| 31st                                                        | 夢であいましょう              | プロ・ポーズ                                                                                         | 1988年1月21日  | EP                     | 7A-0813                     | 8位         |
| 31st                                                        | 夢であいましょう              | プロ・ポーズ                                                                                         | 1988年4月29日  | 8cmCD                  | S10A-0030                   | 8位         |
| 32nd                                                        | 抱きしめてTONIGHT             | がんばれよナ先生                                                                                     | 1988年4月21日  | EP                     | 7A-0843                     | 3位         |
| 32nd                                                        | 抱きしめてTONIGHT             | がんばれよナ先生                                                                                     | 1988年4月21日  | 8cmCD                  | S10A-0022                   | 3位         |
| 33rd                                                        | かっこつかないね              | OPEN YOUR HEART -イキにいこうよ-                                                                     | 1988年8月17日  | EP                     | 7A-0893                     | 2位         |
| 33rd                                                        | かっこつかないね              | OPEN YOUR HEART -イキにいこうよ-                                                                     | 1988年8月17日  | 8cmCD                  | S10A-0153                   | 2位         |
| 34th                                                        | 愛しすぎて                    | ボサノバ                                                                                             | 1989年1月11日  | EP                     | 7A-0923                     | 4位         |
| 34th                                                        | 愛しすぎて                    | ボサノバ                                                                                             | 1989年1月11日  | 8cmCD                  | S10A-0216                   | 4位         |
| 35th                                                        | ごめんよ 涙                   | BELIEVE                                                                                              | 1989年4月19日  | EP                     | 7A-1003                     | 1位         |
| 35th                                                        | ごめんよ 涙                   | BELIEVE                                                                                              | 1989年4月19日  | 8cmCD                  | S9A-1003                    | 1位         |
| 36th                                                        | ひとりぼっちにしないから      | そばにおいでLady moon                                                                                | 1989年9月26日  | EP                     | PCKA-00003                  | 4位         |
| 36th                                                        | ひとりぼっちにしないから      | そばにおいでLady moon                                                                                | 1989年9月26日  | 8cmCD                  | PCDA-00003                  | 4位         |
| 37th                                                        | ジャングルJungle              | 夢見るよりも                                                                                         | 1990年3月21日  | 8cmCD                  | PCDA-00063                  | 10位        |
| 38th                                                        | NUDE                          | 海賊                                                                                                 | 1990年11月28日 | 8cmCD                  | PCDA-00133                  | 16位        |
| 39th                                                        | 夏いまさら一目惚れ            | STARDUSTランデヴー                                                                                   | 1991年5月2日   | 8cmCD                  | PCDA-00183                  | 18位        |
| 40th                                                        | 思い出に負けない              | 六本木パルテノン                                                                                     | 1992年4月17日  | 8cmCD                  | PCDA-00303                  | 25位        |
| 41st                                                        | 雨が叫んでる                  | 夕やけに帰ろう                                                                                       | 1992年8月5日   | 8cmCD                  | PCDA-00343                  | 8位         |
| 42nd                                                        | ダンシング・ビースト          | 君は最低                                                                                             | 1993年7月7日   | 8cmCD                  | PCDA-00463                  | 29位        |
| 43rd                                                        | KISSで女は薔薇になる          | 男たちに乾杯                                                                                         | 1993年11月3日  | 8cmCD                  | PCDA-00503                  | 27位        |
| 44th                                                        | 雪のないクリスマス            | ときめきを どうもありがとう                                                                          | 1994年11月2日  | 8cmCD                  | PCDA-00669                  | 59位        |
| 45th                                                        | 魂を愛が支配する              | エメラルドの碧に濡れた海                                                                             | 1995年8月19日  | 8cmCD                  | PCDA-00752                  | 94位        |
| 46th                                                        | 真夜中のワンコール            | 涙にGood Night                                                                                       | 1996年2月21日  | 8cmCD                  | PCDA-00827                  | 86位        |
| 47th                                                        | DA・DI・DA                    | HEARTBREAK RAIN                                                                                      | 1996年6月21日  | 8cmCD                  | PCDA-00874                  | 71位        |
| 48th                                                        | A NIGHT TO REMEMBER           | A NIGHT TO REMEMBER (Into The Night Mix) Send A Little Love                                          | 1997年1月18日  | 8cmCD                  | PCDA-00931                  | 100位       |
| ガウスエンタテインメント / ディスワン                       |                               | |                |                        |                             |             |
| 49th                                                        | EASY...LOVE ME...             | 愛は愛さ                                                                                             | 1997年11月21日 | 8cmCD                  | GRDO-1                      | 80位        |
| 50th                                                        | キミニオチテユク              | Wow Wow                                                                                              | 1998年6月24日  | 8cmCD                  | GRDO-6                      |             |
| 51st                                                        | 涙にさよならしないか          | いつも最初のキスみたいにやさしくキスしたい                                                           | 1999年7月23日  | 8cmCD                  | GRDO-23                     |             |
| ヒットバイブ                                                |                               | |                |                        |                             |             |
| 52nd                                                        | 抱きしめていいですか          | Dangerous Zone                                                                                       | 2001年8月1日   | Maxi                   | HVC-0003                    |             |
| 53rd                                                        | DO-YO                         | 笑顔からまた始めよう 君に伝えたいこと                                                                | 2002年7月31日  | Maxi                   | HVC-0004                    |             |
| ガウスエンタテインメント / ディスワン                       |                               | |                |                        |                             |             |
| 54th                                                        | DANGAN LOVE-弾丸愛-           | 連載小説                                                                                             | 2004年7月7日   | Maxi                   | GRCX-19                     | 98位        |
| 55th                                                        | 願いを星の夜へ‥‥              | 今夜はギリギリ                                                                                       | 2005年8月3日   | Maxi                   | GRCX-24                     |             |
| 徳間ジャパンコミュニケーションズ / ガウスエンタテインメント |                               | |                |                        |                             |             |
| 56th                                                        | ジラシテ果実                  | ドMテキーラトニック                                                                                  | 2006年7月5日   | CD+DVD                 | TKCA-73057                  |             |
| JVCエンタテインメント                                       |                               | |                |                        |                             |             |
| 57th                                                        | Cordially                     | 永遠の花を咲かせようか                                                                               | 2009年6月17日  | Maxi                   | JEN-3004                    | 199位       |
| Formula Recordings                                          |                               | |                |                        |                             |             |
| 58th                                                        | シンデレラ                    | 哀愁でいと(New York City Nights) (Live Mix Version) ごめんよ涙 (Live Mix Version)                    | 2010年5月7日   | Maxi                   | QWCF-10463                  | 125位       |
| 59th                                                        | Rainy X'mas Day               | ジュリエットへの手紙 (Romeo Mix) Rainy X'mas Day (Juliet Mix)                                        | 2010年11月17日 | Maxi                   | QWCF-10464 (ロミオ盤)       | 94位        |
| 59th                                                        | Rainy X'mas Day               | ジュリエットへの手紙 (Romeo Mix) Rainy X'mas Day (Juliet Mix)                                        | 2010年11月17日 | Maxi                   | QWCF-10465 (ジュリエット盤) | 94位        |
| 60th                                                        | さよならloneliness            | ブギ浮ぎI LOVE YOU (2011 New Recording)                                                              | 2011年4月6日   | デジタル・ダウンロード |                             | 70位        |
| 60th                                                        | さよならloneliness            | ブギ浮ぎI LOVE YOU (2011 New Recording)                                                              | 2011年4月20日  | Maxi                   | QWCF-10468                  | 70位        |
| 61st                                                        | BLUE (feat.LUV and SOUL)      | It's BAD (2011 New Recording)                                                                        | 2011年8月3日   | Maxi                   | QWCF-10469                  | 113位       |
| 62nd                                                        | ヒマワリ/星のように           | | 2011年11月16日 | CD+DVD                 | QWCF-10470                  | 35位        |
| 62nd                                                        | ヒマワリ/星のように           | CD                                                                                                   | 2011年11月16日 | QWCF-10471             |                             | 35位        |
| 63rd                                                        | Mr. BIG                       | 雨が叫んでる(TELL BY YOUR EYES) (2012 New Recording) チャールストンにはまだ早い (2012 New Recording) | 2012年6月20日  | CD+DVD                 | QWCF-10472                  | 26位        |
| 63rd                                                        | Mr. BIG                       | 雨が叫んでる(TELL BY YOUR EYES) (2012 New Recording) チャールストンにはまだ早い (2012 New Recording) | 2012年6月20日  | CD                     | QWCF-10473                  | 26位        |
| 64th                                                        | LOVE&DREAM feat.SKY-HI/Bonita | | 2014年6月25日  | CD+DVD                 | QWCF-70004                  | 30位        |
| 64th                                                        | LOVE&DREAM feat.SKY-HI/Bonita | CD                                                                                                   | 2014年6月25日  | QWCF-70005             |                             | 30位        |
| 65th                                                        | BACK TO THE 90's              | 素敵な恋をしよう!                                                                                    | 2015年6月17日  | CD+DVD                 | QWCF-70013                  | 20位        |
| 65th                                                        | BACK TO THE 90's              | 素敵な恋をしよう!                                                                                    | 2015年6月17日  | CD                     | QWCF-70014                  | 20位        |
| 66th                                                        | TRUE LOVE〜約束の歌〜         | フラストレーションラブ (duet with 水谷千重子)                                                        | 2015年11月11日 | CD+DVD                 | QWCF-70018                  | 26位        |
| 66th                                                        | TRUE LOVE〜約束の歌〜         | フラストレーションラブ (duet with 水谷千重子)                                                        | 2015年11月11日 | CD                     | QWCF-70019                  | 26位        |
| 67th                                                        | ときめきに嘘をつく            | そのとき愛がわかるんだ                                                                               | 2016年6月22日  | CD+DVD                 | QWCF-70023                  | 28位        |
| 67th                                                        | ときめきに嘘をつく            | そのとき愛がわかるんだ                                                                               | 2016年6月22日  | CD                     | QWCF-70024                  | 28位        |
| ユニバーサルミュージック                                    |                               | |                |                        |                             |             |
| 68th                                                        | フェミニスト                  | Dear 迷える獅子達                                                                                    | 2017年6月21日  | CD+DVD                 | UPCY-9681 (初回盤)          | 21位        |
| 68th                                                        | フェミニスト                  | Dear 迷える獅子達                                                                                    | 2017年6月21日  | CD                     | UPCY-5042 (通常盤)          | 21位        |
| 69th                                                        | Escort to my world            | IN THE ROOM                                                                                          | 2018年6月20日  | CD+DVD                 | UPCY-9734 (初回盤)          | 28位        |
| 69th                                                        | Escort to my world            | IN THE ROOM                                                                                          | 2018年6月20日  | CD                     | UPCY-5060 (通常盤)          | 28位        |
| 70th                                                        | 好きになってしまいそうだよ    | | 2019年4月21日  | デジタル・ダウンロード |                             | 23位        |
| 70th                                                        | 好きになってしまいそうだよ    | Kissしちゃおう                                                                                       | 2019年6月26日  | CD+DVD                 | UPCY-9909 (初回盤)          | 23位        |
| 70th                                                        | 好きになってしまいそうだよ    | ラストソングは歌わない                                                                               | 2019年6月26日  | CD                     | UPCY-5071 (通常盤)          | 23位        |
| ユニバーサルミュージック / Lighthouse Music                 |                               | |                |                        |                             |             |
| 71st                                                        | 愛は愛で愛だ                  | ラストタンゴ イン TOKYO                                                                              | 2020年8月5日   | CD+DVD                 | UPCY-9921 (初回盤)          | 17位        |
| 71st                                                        | 愛は愛で愛だ                  | ラストタンゴ イン TOKYO                                                                              | 2020年8月5日   | CD                     | UPCY-5089 (通常盤)          | 17位        |
| 72nd                                                        | HA-HA-HAPPY                   | 夢幻LOVE                                                                                             | 2021年4月25日  | デジタル・ダウンロード |                             | 11位        |
| 72nd                                                        | HA-HA-HAPPY                   | 夢幻LOVE                                                                                             | 2021年6月16日  | CD+DVD                 | UPCY-9951 (初回盤)          | 11位        |
| 72nd                                                        | HA-HA-HAPPY                   | 夢幻LOVE                                                                                             | 2021年6月16日  | CD                     | UPCY-5098 (通常盤)          | 11位        |
| 73rd                                                        | ロマンティストでいいじゃない  | サヨナラはどこか蒼い                                                                                 | 2022年6月1日   | デジタル・ダウンロード |                             | 20位        |
| 73rd                                                        | ロマンティストでいいじゃない  | サヨナラはどこか蒼い                                                                                 | 2022年6月22日  | CD+DVD                 | UPCY-90095 (初回盤)         | 20位        |
| 73rd                                                        | ロマンティストでいいじゃない  | サヨナラはどこか蒼い                                                                                 | 2022年6月22日  | CD                     | UPCY-5107 (通常盤)          | 20位        |
| 74th                                                        | ダンディライオン              | 風の上ならSO HAPPY -2023 New Recording-                                                              | 2023年5月31日  | デジタル・ダウンロード |                             | 13位        |
| 74th                                                        | ダンディライオン              | 風の上ならSO HAPPY -2023 New Recording-                                                              | 2023年6月21日  | CD+DVD                 | UPCY-90205 (初回盤)         | 13位        |
| 74th                                                        | ダンディライオン              | 風の上ならSO HAPPY -2023 New Recording-                                                              | 2023年6月21日  | CD                     | UPCY-5118 (通常盤)          | 13位        |
| 75th                                                        | 愛だけがあればいい            | Another Love                                                                                         | 2024年6月5日   | デジタル・ダウンロード |                             | 11位        |
| 75th                                                        | 愛だけがあればいい            | Another Love                                                                                         | 2024年6月19日  | CD+DVD                 | UPCY-90256 (初回盤)         | 11位        |
| 75th                                                        | 愛だけがあればいい            | Another Love                                                                                         | 2024年6月19日  | CD                     | UPCY-5123 (通常盤)          | 11位        |
| ユニバーサルミュージック / USMジャパン                      |                               | |                |                        |                             |             |
| 76th                                                        | LIFE IS A CARNIVAL            | 奇蹟のワルツ                                                                                         | 2025年5月7日   | デジタル・ダウンロード |                             | 位          |
| 76th                                                        | LIFE IS A CARNIVAL            | 奇蹟のワルツ                                                                                         | 2025年6月18日  | CD+DVD                 | UICZ-9248 (初回盤)          | 位          |
| 76th                                                        | LIFE IS A CARNIVAL            | 奇蹟のワルツ                                                                                         | 2025年6月18日  | CD                     | UICZ-5174 (通常盤)          | 位          |

### DVDシングル
| #                     | 発売日                | タイトル              | B面                                                          | 規格                  | 規格品番              |
| JVCエンタテインメント | JVCエンタテインメント | JVCエンタテインメント | JVCエンタテインメント                                        | JVCエンタテインメント | JVCエンタテインメント |
| --------------------- | --------------------- | --------------------- | ------------------------------------------------------------ | --------------------- | --------------------- |
| 1st                   | 2008年6月25日         | Always You            | Always You 〜Making〜 Self Cover Medley From 愛をMOTTO+MS005 | DVD                   | JEN-3003              |

### デュエットシングル
| 発売日              | タイトル         | B面                                                                              | 規格          | 規格品番      | 発売元                                |
| Toshi & Naoko       | Toshi & Naoko    | Toshi & Naoko                                                                    | Toshi & Naoko | Toshi & Naoko | Toshi & Naoko                         |
| ------------------- | ---------------- | -------------------------------------------------------------------------------- | ------------- | ------------- | ------------------------------------- |
| 1985年7月21日       | 夏ざかりほの字組 | バカンス・ゲーム                                                                 | EP            | 7A-0503       | キャニオン・レコード                  |
| 田原俊彦 & 研ナオコ |                  |                                                                                  |               |               |                                       |
| 2004年10月21日      | 恋すれどシャナナ | 恋すれどシャナナ (without Naoko Ken) 恋すれどシャナナ (without Toshihiko Tahara) | Maxi          | GRCX-22       | ガウスエンタテインメント / ディスワン |

### アルバム

#### オリジナル・アルバム
|                                       | 発売日                     | タイトル                    | 規格                       | 規格品番                   |
| キャニオン・レコード / NAV            | キャニオン・レコード / NAV | キャニオン・レコード / NAV  | キャニオン・レコード / NAV | キャニオン・レコード / NAV |
| ------------------------------------- | -------------------------- | --------------------------- | -------------------------- | -------------------------- |
| 1st                                   | 1980年8月5日               | 田原俊彦                    | LP                         | C25A-0111                  |
| 2nd                                   | 1980年12月13日             | TOSHI'81                    | LP                         | C25A-0133                  |
| 3rd                                   | 1981年6月24日              | No.3 Shine Toshi            | LP                         | C28A-0173                  |
| 4th                                   | 1982年3月27日              | 夏一番                      | LP                         | C28A-0213                  |
| 4th                                   | 1982年10月21日             | 夏一番                      | CD                         | D35A-0007                  |
| 5th                                   | 1983年1月27日              | EVE only                    | LP                         | C28A-0253                  |
| 5th                                   | 1983年4月21日              | EVE only                    | CD                         | D35A-0012                  |
| 6th                                   | 1983年7月21日              | 波に消えたラブ・ストーリー  | LP                         | C28A-0283                  |
| 7th                                   | 1984年3月21日              | ジュリエットからの手紙      | LP                         | C28A-0333                  |
| 8th                                   | 1984年6月21日              | メルヘン                    | LP                         | C20A-0353                  |
| 9th                                   | 1984年11月21日             | TOSHI 10R NEW YORK          | LP                         | C28A-0383                  |
| 10th                                  | 1985年7月4日               | Don't disturb               | LP                         | C28A-0423                  |
| 10th                                  | 1985年7月21日              | Don't disturb               | CD                         | D32A-0100                  |
| 11th                                  | 1985年12月15日             | 失恋美学                    | LP                         | C28A-0459                  |
| 11th                                  | 1985年12月15日             | 失恋美学                    | CD                         | D32A-0144                  |
| 12th                                  | 1986年6月19日              | 男…痛い                     | LP                         | C28A-0503                  |
| 12th                                  | 1986年6月19日              | 男…痛い                     | CD                         | D32A-0192                  |
| 13th                                  | 1986年12月5日              | 目で殺す                    | LP                         | C28A-0543                  |
| 13th                                  | 1986年12月5日              | 目で殺す                    | CD                         | D32A-0255                  |
| 14th                                  | 1987年5月21日              | YESTERDAY MY LOVE           | LP                         | C28A-0563                  |
| 14th                                  | 1987年5月21日              | YESTERDAY MY LOVE           | CD                         | D32A-0286                  |
| ポニーキャニオン / NAV                |                            |                             |                            |                            |
| 15th                                  | 1988年7月13日              | Dancin'                     | LP                         | C28A-0651                  |
| 15th                                  | 1988年7月13日              | Dancin'                     | CD                         | D32A-0377                  |
| 16th                                  | 1989年5月17日              | TOKYO BEAT                  | LP                         | C25A-1006                  |
| 16th                                  | 1989年5月17日              | TOKYO BEAT                  | CD                         | D29A-1012                  |
| 17th                                  | 1990年6月21日              | DOUBLE“T”                   | CD                         | PCCA-00069                 |
| 18th                                  | 1991年6月5日               | 夏の王様 〜MY BLUE HEAVEN〜 | CD                         | PCCA-00276                 |
| 19th                                  | 1992年9月2日               | GENTLY                      | CD                         | PCCA-00391                 |
| 20th                                  | 1993年8月4日               | MORE ELECTRIC               | CD                         | PCCA-00471                 |
| 21st                                  | 1995年9月6日               | TENDERNESS                  | CD                         | PCCA-00796                 |
| ガウスエンタテインメント / ディスワン |                            |                             |                            |                            |
| 22nd                                  | 1998年7月23日              | Vintage 37                  | CD                         | GRCO-2001                  |
| Formula Recordings                    |                            |                             |                            |                            |
| 23rd                                  | 2013年6月19日              | I AM ME!                    | CD+DVD                     | QWCF-10438                 |
| 23rd                                  | 2013年6月19日              | I AM ME!                    | CD                         | QWCF-10439                 |

#### カバー・アルバム
|                        | 発売日                 | タイトル               | 規格                   | 規格品番               |
| ポニーキャニオン / NAV | ポニーキャニオン / NAV | ポニーキャニオン / NAV | ポニーキャニオン / NAV | ポニーキャニオン / NAV |
| ---------------------- | ---------------------- | ---------------------- | ---------------------- | ---------------------- |
| 1st                    | 1994年11月18日         | MY FAVORITE SONGS      | CD                     | PCCA-00693             |

#### セルフカバー・アルバム
|                                                             | 発売日                                                      | タイトル                                                    | 規格                                                        | 規格品番                                                    |
| 徳間ジャパンコミュニケーションズ / ガウスエンタテインメント | 徳間ジャパンコミュニケーションズ / ガウスエンタテインメント | 徳間ジャパンコミュニケーションズ / ガウスエンタテインメント | 徳間ジャパンコミュニケーションズ / ガウスエンタテインメント | 徳間ジャパンコミュニケーションズ / ガウスエンタテインメント |
| ----------------------------------------------------------- | ----------------------------------------------------------- | ----------------------------------------------------------- | ----------------------------------------------------------- | ----------------------------------------------------------- |
| 1st                                                         | 2007年6月20日                                               | ♥'MOTTO+MS005                                               | CD                                                          | TKCA-73189                                                  |

#### ベスト・アルバム
|                                             | 発売日                     | タイトル                                     | 規格                       | 規格品番                   |
| キャニオン・レコード / NAV                  | キャニオン・レコード / NAV | キャニオン・レコード / NAV                   | キャニオン・レコード / NAV | キャニオン・レコード / NAV |
| ------------------------------------------- | -------------------------- | -------------------------------------------- | -------------------------- | -------------------------- |
| 1st                                         | 1982年9月1日               | ベストオブ田原俊彦                           | LP                         | C38A-0233                  |
| 2nd                                         | 1986年6月19日              | 田原俊彦A面コレクション                      | CD                         | D50A-0193                  |
| 3rd                                         | 1986年6月19日              | 田原俊彦B面コレクション                      | CD                         | D50A-0194                  |
| ポニー                                      |                            |                                              |                            |                            |
| 4th                                         | 1987年2月21日              | NON-STOP TOSHI                               | CD                         | D32P-6054                  |
| 4th                                         | 1987年2月21日              | NON-STOP TOSHI                               | CT                         | 28P-6633                   |
| ポニーキャニオン / NAV                      |                            |                                              |                            |                            |
| 5th                                         | 1989年11月22日             | Thank You, for GLORIOUS HITS36 in 10years    | CD                         | PCCA-00026                 |
| 6th                                         | 1991年11月21日             | BEST 1987〜1991                              | CD                         | PCCA-00320                 |
| 7th                                         | 1994年7月24日              | PRESENTS 〜THE GREATEST HITS IN 15YEARS〜    | CD                         | PCCA-00612                 |
| 8th                                         | 1998年2月18日              | BEST OF TOSHIHIKO TAHARA                     | CD                         | PCCA-01170                 |
| ガウスエンタテインメント / ディスワン       |                            |                                              |                            |                            |
| 9th                                         | 2003年7月24日              | Dynamite Survival                            | CD                         | GRCO-3005                  |
| ポニーキャニオン                            |                            |                                              |                            |                            |
| 10th                                        | 2004年1月21日              | Myこれ!クション田原俊彦                      | CD                         | PCCA-01616                 |
| Formula Recordings                          |                            |                                              |                            |                            |
| 11th                                        | 2010年9月1日               | 30th Anniversary BEST                        | CD+DVD                     | QWCF-10437                 |
| 12th                                        | 2014年8月6日               | 35th Anniversary All Singles Best 1980-2014  | CD                         | QWCF-70011                 |
| ユニバーサルミュージック / Lighthouse Music |                            |                                              |                            |                            |
| 13th                                        | 2021年8月18日              | オリジナル・シングル・コレクション 1980-2021 | CD+DVD                     | UPCY-7727                  |

#### サウンドトラック
|                            | 発売日                     | タイトル                                              | 規格                       | 規格品番                   |
| キャニオン・レコード / NAV | キャニオン・レコード / NAV | キャニオン・レコード / NAV                            | キャニオン・レコード / NAV | キャニオン・レコード / NAV |
| -------------------------- | -------------------------- | ----------------------------------------------------- | -------------------------- | -------------------------- |
| 1st                        | 1981年11月29日             | グッドラックLOVE オリジナルサウンドトラック盤         | LP                         | C28A-0193                  |
| 2nd                        | 1983年10月5日              | TOSHI THE MOVIE                                       | CT                         | 28P-6263                   |
| 2nd                        | 1983年11月5日              | TOSHI THE MOVIE                                       | CT                         | 28P-6263                   |
| 3rd                        | 1987年1月21日              | 瀬戸内少年野球団［青春篇］最後の楽園 サウンドトラック | LP                         | C25A-0545                  |
| 3rd                        | 1987年1月21日              | 瀬戸内少年野球団［青春篇］最後の楽園 サウンドトラック | CD                         | D30A-0264                  |

### 映像作品
1. Toshi Forever（1983年8月4日）
2. メルヘン（1984年10月1日）
3. TOSHI 12R NEW YORK（1984年12月6日）
4. 田原俊彦 7 Years' Memory（1986年6月19日）
5. 青春グラフィティ ミュージカル「ACB」-恋の片道切符-（1988年3月1日）
6. 10TH ANNIVERSARY GLORIOUS （1989年10月14日）
7. ジャングルJungle（1990年5月21日、シングルビデオ）
8. DOUBLE "T" '90（1990年12月5日）
9. NUDE（1991年2月6日、シングルビデオ）
10. 夏の王様 -MY BLUE HEAVEN- （1991年6月21日）
11. GENTLY（1992年9月18日）
12. PRESENTS（1994年7月6日）
13. Vintage Life（1998年12月16日）
14. 25th Anniversary LIVE&CLIPS「DT:025」（2004年4月21日）
15. 30th Anniversary TOSHIHIKO TAHARA DOUBLE “T” TOUR 2009（2010年4月22日）
16. さよならloneliness（2011年5月21日、ファンクラブ通販限定シングルビデオ）
17. 33rd Anniversary TOSHIHIKO TAHARA DOUBLE “T” TOUR 2012（2013年2月20日）

## タイアップ
| 曲名                       | タイアップ                                              |
| -------------------------- | ------------------------------------------------------- |
| 哀愁でいと                 | フジテレビ系ドラマ『ただいま放課後』挿入歌              |
| ハッとして!Good            | CM：グリコ「アーモンドチョコ」                          |
| 青春ひとりじめ             | フジテレビドラマ『ただいま放課後』主題歌                |
| 青春ひとりじめ             | ニッポン放送『大入りダイヤルまだ宵の口』主題歌          |
| ブギ浮ぎI LOVE YOU         | 小西六写真工業『サクラカラー』CMソング                  |
| 悲しみ2(TOO)ヤング         | グリコCMソング                                          |
| グッドラックLOVE           | 東宝映画『グッドラックLOVE』主題歌                      |
| NINJIN娘                   | フジテレビ系『ひらけ!ポンキッキ』挿入歌                 |
| ラブ・シュプール           | 東宝配給映画『ウィーン物語 ジェミニ・YとS』主題歌       |
| 双子座の恋人たち           | 東宝配給映画『ウィーン物語 ジェミニ・YとS』挿入歌       |
| エル・オー・ヴイ・愛・N・G | 東宝映画『エル・オー・ヴィ・愛・N・G』主題歌            |
| 風の上ならSO HAPPY         | グリコカプリソーネ・イメージソング                      |
| どうする?                  | フジテレビ系ドラマ『ラジオびんびん物語』主題歌          |
| 抱きしめてTONIGHT          | フジテレビ系ドラマ『教師びんびん物語』主題歌            |
| かっこつかないね           | フジテレビ系ドラマ『金太十番勝負!』主題歌               |
| ごめんよ 涙                | フジテレビ系ドラマ『教師びんびん物語II』主題歌          |
| ごめんよ 涙                | サントリー『シードル』CFソング                          |
| ひとりぼっちにしないから   | サントリー『シードル』CFソング                          |
| ジャングルJungle           | フジテレビ系ドラマ『日本一のカッ飛び男』主題歌          |
| ジャングルJungle           | サントリー『シードル』CFソング                          |
| 君なしじゃいられない       | ダイハツ『シャレード』CFソング                          |
| 雨が叫んでる               | フジテレビ系ドラマ『逃亡者』主題歌                      |
| KISSで女は薔薇になる       | テレビ朝日系月曜ドラマ・イン『愛してるよ!』主題歌       |
| 雪のないクリスマス         | フジテレビ系『おはよう!ナイスデイ』エンディングテーマ   |
| 魂を愛が支配する           | テレビ朝日系『まいど!音楽ラスベガス』エンディングテーマ |
| 真夜中のワンコール         | MBS-TBS系ドラマ30『愛の産科』主題歌                     |
| DA・DI・DA                 | ワールド『abadat』CFイメージソング                      |
| A NIGHT TO REMEMBER        | テレビ東京系『見た目が勝負!?』テーマ曲                  |
| EASY...LOVE ME...          | 第一興商『STAR digio』CMソング                          |
| 愛は愛さ                   | テレビ東京系『長野オリンピック』テーマソング            |
| キミニオチテユク           | 第一興商『STAR digio』CMソング                          |
| 涙にさよならしないか       | 日本テレビ系『THE ワイド』エンディングテーマ            |
| 願いを星の夜へ‥‥           | アパグループ イメージソング                             |
| ヒマワリ                   | TBS系『爆報! THE フライデー』コラボレーションソング     |

## 書籍
- 『とびッきり危険』集英社、1986年6月14日。

### 写真集
- メルヘン（1984年6月26日、集英社）
- 井村邦章 撮影, 小野緑 取材・文『Toshi last hero : 田原俊彦』小学館、1986年10月10日。
- 祝日 10周年記念写真集（1989年12月12日、集英社）
- DOCUMENTARY（2022年1月28日、講談社、撮影：下村一喜、ISBN 978-4065270004）[41]

## 主な出演作品

### 映画
- わが青春のイレブン（1979年7月21日公開、東映） - ロックシンガー赤岡（川崎麻世）のバックバンドのギタリスト 役
- たのきんスーパーヒットシリーズ（1981年 - 1983年、東宝）
  - 第1弾・青春グラフィティ スニーカーぶる〜す（1981年2月11日公開、【監督：河崎義祐】） - 高木敏夫 役
  - 第2弾・ブルージーンズ メモリー（1981年7月11日公開、【監督：河崎義祐】） - 田川俊之 役
  - 第3弾・グッドラックLOVE（1981年12月20日公開、【監督：河崎義祐】） - 主演・中村亮二 役
  - 第4弾・ハイティーン・ブギ（1982年8月7日公開、【監督：舛田利雄】） - 鳴海重 役
  - 第5弾・ウィーン物語 ジェミニ・YとS（1982年12月18日公開、【監督：河崎義祐】） - 主演・若草俊一 ／ ヨハネス・ローテンベルグ 役（二役）
  - 第6弾・嵐を呼ぶ男（1983年8月4日公開、【監督：井上梅次】） - 桜井直人 役
- Love Forever（1983年8月4日公開、東宝、【監督：井上梅次】） - 主演
- エル・オー・ヴィ・愛・N・G（1983年12月24日公開、東宝、【監督：舛田利雄】） - 主演・立花協 役
- 瀬戸内少年野球団・青春篇 最後の楽園（1987年1月24日公開、松竹、【監督：三村晴彦】） - 主演・櫟壮介 役
- 課長島耕作（1992年10月3日公開、東宝、【監督：根岸吉太郎】） - 主演・島耕作 役
- 必殺始末人（1997年3月1日公開、松竹、【監督：石原興】） - 主演・山村只次郎 役

### オリジナルビデオ
- 必殺始末人II 乱れ咲く女役者の夢舞台（1997年7月発売）
- 必殺始末人III 地獄に散った花びら二枚（1998年2月発売）

### テレビドラマ
- 3年B組金八先生（TBS） - 沢村正治 役
  - 3年B組金八先生 第1シリーズ（1979年10月 - 1980年3月）
  - 3年B組金八先生 スペシャルI「贈る言葉」（1982年）
  - 3年B組金八先生 スペシャルIII「小さな嘘」（1984年）
  - 3年B組金八先生 スペシャルIV「イジメられっ子 金八先生」（1985年）
- 心（1980年5月1日 - 1981年1月29日、TBS） - 宮寺恵一 役（第二回から出演）
- ただいま放課後（1980年5月 - 1981年3月、フジテレビ） - 北川豪史 役
- それからの武蔵（1981年、東京12チャンネル）
- 東芝日曜劇場（TBS）
  - 愛情（1981年、TBS）
  - おんなの家（1981年）
  - 妻の寝顔（1982年）
  - 夢かける甲子園（1985年9月1日） - 主演
  - 春の雪ダルマ（1986年）
- さよなら三角またきて四角（1982年4月 - 6月、TBS）
- 看護婦日記 パートI（1983年、TBS） - 井花圭一 役
- こぶしの花（1984年2月15日、日本テレビ） - 主演
- 燃えて散る炎の剣士 沖田総司（1984年、日本テレビ） - 主演
- サントリーミステリーロマン「運命交響曲殺人事件」（1984年 テレビ朝日）
- 火曜サスペンス劇場 聖夜に愛が死んだ（1984年12月25日、日本テレビ） - 主演
- ロックシンガーは闇に沈む（1985年、NHK総合） - 主演
- はらはらと雪月花（1986年1月3日、TBS）
- 森繁久弥の七人の孫（1987年、TBS）
- SF氏の不思議なトリップ（1987年、HBC制作・TBS） - 主演
- びんびんシリーズ（フジテレビ） - 主演・徳川龍之介 役
  - ラジオびんびん物語（1987年8月 - 9月）
  - 教師びんびん物語（1988年4月 - 6月）
  - SPびんびん物語（1988年10月6日）
  - 教師びんびん物語II（1989年4月 - 6月）
  - 巡査びんびん物語（1999年5月14日）
  - 教師びんびん物語スペシャル（2000年3月17日）
  - 教師びんびん物語スペシャルII（2001年3月16日）
- 金太十番勝負!（1988年10月 - 12月、フジテレビ） - 主演・東金太 役
- 赤ひげ（1989年、TBS） - 主演
- 俺たちの時代（1989年10月 - 12月、TBS） - 主演・柴田竜夫 役
- 日本一のカッ飛び男（1990年4月 - 6月、フジテレビ） - 主演・倉田健人 役
- 松本清張作家活動40年記念SP・張込み（1991年9月27日、フジテレビ） - 主演・柚木刑事 役
- 次男次女ひとりっ子物語（1991年10月 - 12月、TBS） - 主演・桜井祥平 役
- 逃亡者（1992年7月 - 9月、フジテレビ） - 主演・加山英治 役
- 家族の食卓'93「妻の入院」（1993年1月3日、フジテレビ） - 主演
- 愛してるよ!（1993年10月 - 12月、テレビ朝日、月曜ドラマ・イン） - 主演・伊達真介 役
- 秋の特選ミステリー「死刑台のエレベーター」（1993年11月19日、フジテレビ） - 主演・谷川達也 役
- 怪談 KWAIDANIII「牡丹燈篭」（1994年、フジテレビ） - 主演
- 半熟卵（1994年10月 - 12月、フジテレビ） - 小柳晴夫 役
- 世にも奇妙な物語 冬の特別編「ブルギさん」（1995年1月4日、フジテレビ） - 主演・高野 役
- 素浪人 花山大吉（1995年4月1日、テレビ朝日） - 焼津の半次 役

### バラエティ番組
- たのきん全力投球!（1980年 - 1983年、TBS）
- カックラキン大放送（日本テレビ）
- 8時だョ!全員集合（1982年 - 1985年、TBS）不定期のゲスト出演
- 加トちゃんケンちゃんごきげんテレビ（1986年 - 1992年、TBS）不定期のゲスト出演
- 笑っていいとも!（フジテレビ）
  - レギュラー出演
    - 1995年10月 - 1996年3月 金曜日レギュラー（ナインティナイン、勝俣州和と）
    - 1996年4月 - 1996年9月 木曜日レギュラー（笑福亭鶴瓶、東野幸治と）

  - コーナー出演など
    - 1988年12月26日（年忘れ特大号に特別ゲスト出演）
    - 1989年6月26日（コーナー名不明）
    - 1997年11月20日（クイズ 眼!眼!眼!）
    - 2000年3月16日（赤裸々アンケート カッコイイ男への道・野村宏伸とともに出演）
    - 2009年6月17日（DAIGOのご自慢ゲスト 当てまういっしゅ!）
- 見た目が勝負!?（1996年10月 - 1997年3月、テレビ東京）司会
- Lucky Toshi Luciano（2009年10月4日 - 終了、BeeTV）
- 爆報! THE フライデー→バクホウ（2011年10月 - 2021年3月5日、TBS）スペシャルゲストMC（実質的レギュラー司会者）
- 〈田原俊彦デビュー35周年記念冠バラエティ〉TOSHI's SHOW 80's（2014年4月 - 10月、フジテレビNEXT）冠番組。全4回
- ちょい見せ!トシちゃん（2024年6月2日〈予定〉 - 、BS日テレ）[42]

### 音楽番組
- レッツゴーヤング（NHK総合） 「サンデーズ」として出演後、司会を担当。
- 第37回思い出のメロディー（2005年8月、NHK総合・ラジオ第1）
- ポップジャム（NHK総合）
- ふたりのビッグショー（1994年5月9日、NHK総合） - 松田聖子と共演
- うたコン「情熱ソングSP」（2022年6月28日、NHK総合）
- 田原俊彦 ”還暦前夜!” スペシャルワンマンライブ（2021年2月27日、NHK BSプレミアム）
- NTV紅白歌のベストテン（日本テレビ）
- ザ・トップテン（日本テレビ）
- 歌のトップテン（日本テレビ）
- FUN（日本テレビ）
- ミュージックステーション（テレビ朝日）
- ザ・ベストテン（TBS）
- 夜のヒットスタジオ（フジテレビ）
  - 夜のヒットスタジオDELUXE
  - 夜のヒットスタジオSUPER
- HEY!HEY!HEY! MUSIC CHAMP 冬の名曲2時間スペシャル!（2010年12月13日、フジテレビ）
- 人生、歌がある（複数回出演、BS朝日）
- 発表!今年イチバン聴いた歌 年間ミュージックアワード（日本テレビ）
  - 2023（2023年12月27日）[43]
  - 2024（2024年12月28日）[44]

### NHK紅白歌合戦出場歴
| 年度   | 放送回 | 回 | 曲目                       | 出演順 | 対戦相手        |
| ------ | ------ | -- | -------------------------- | ------ | --------------- |
| 1980年 | 第31回 | 初 | 哀愁でいと                 | 02/23  | 松田聖子        |
| 1981年 | 第32回 | 2  | 悲しみ2（TOO）ヤング       | 02/22  | 石川ひとみ      |
| 1982年 | 第33回 | 3  | 誘惑スレスレ               | 02/22  | 河合奈保子      |
| 1983年 | 第34回 | 4  | さらば‥夏                  | 16/21  | 松田聖子（2）   |
| 1984年 | 第35回 | 5  | チャールストンにはまだ早い | 13/20  | 小柳ルミ子      |
| 1985年 | 第36回 | 6  | 華麗なる賭け               | 07/20  | 中森明菜        |
| 1986年 | 第37回 | 7  | あッ                       | 05/20  | 小柳ルミ子（2） |

注意点
- 出演順は「出演順/出場者数」で表す。
- 対戦相手の歌手名のカッコ内の数字はその歌手との対戦回数、備考のトリ等の次にあるカッコはトリ等を務めた回数を表す。

### ラジオ
- 田原俊彦 8時のでいと（1980年、ニッポン放送）[1] - 松原秀樹と共演
- 田原俊彦 ハロー!アイラブユー（1981年、ニッポン放送）
- 田原俊彦のグッドラック2ナイト（1981年、ニッポン放送）
- 田原俊彦 誘惑トゥナイトSHE!SAYS!DO!（シー・セイ・ドゥー）（1982年、ニッポン放送）
- 田原俊彦 君とSHOWERING NIGHT SHE!SAYS!DO! （1983年、ニッポン放送）
- 田原俊彦 SHE!SAYS!DO! いつだってアイ・ラブ・ユー （1983年、ニッポン放送）
- 田原俊彦 SHE!SAYS!DO! 気分はナチュラル! （1986年、ニッポン放送）[1]
- 田原俊彦 SHE!SAYS!DO! 心はストレート （1986年、ニッポン放送）[1]
- 田原俊彦のDancing Tonight （1988年、ニッポン放送）
- ザ・リクエストパレード（ニッポン放送）
- 田原俊彦 ひとつぶの青春 （1984年、エフエム東京）[1] - 渡辺徹の後任
- 田原俊彦のフライデー・トリコロール（1993年7月23日、エフエム東京）
- 田原俊彦 DOUBLE “T” リラックスタイム （インターネットラジオ、2006年6月29日 - 12月19日・全26回）
- 田原俊彦 DOUBLE “T”リラックスタイム2 （インターネットラジオ、2007年6月8日 - 9月21日・全16回）
- 田原俊彦 DOUBLE “T”リラックスタイム3 （インターネットラジオ、2008年4月4日 - 9月28日・全26回）
- 田原俊彦 DOUBLE “T”リラックスタイム4 （インターネットラジオ、2009年4月10日 - 9月18日・全24回）
- 田原俊彦 DOUBLE “T”リラックスタイム5 （インターネットラジオ、2010年4月2日 - 9月10日・全24回）
- 田原俊彦 DOUBLE “T”リラックスタイム6 （インターネットラジオ、2011年4月15日 - 9月23日・全24回）
- 田原俊彦 DOUBLE “T”リラックスタイム7 （インターネットラジオ、2012年5月18日 - 11月9日・全12回）
- 田原俊彦 DOUBLE “T”リラックスタイム8 （インターネットラジオ、2013年5月18日 - 11月8日・全12回）
- 田原俊彦 DOUBLE “T”リラックスタイム9 （インターネットラジオ、2014年6月13日 - 11月28日・全12回）
- 田原俊彦 DOUBLE “T”リラックスタイム10 （インターネットラジオ、2015年6月5日 - 11月20日・全12回）
- 田原俊彦 DOUBLE “T”リラックスタイム11 （インターネットラジオ、2016年6月10日 - 11月25日・全12回）
- 田原俊彦 DOUBLE “T”リラックスタイム12 （インターネットラジオ、2017年6月9日 - 11月22日・全12回）
- 田原俊彦 DOUBLE “T”リラックスタイム13 （インターネットラジオ、2018年6月6日 - 11月28日・全12回）
- 田原俊彦 DOUBLE “T”リラックスタイム14 （インターネットラジオ、2019年6月21日 - 11月29日・全12回）
- 田原俊彦 DOUBLE “T”リラックスタイム15 （インターネットラジオ、2020年7月31日 - 2021年1月8日・全12回）
- 田原俊彦 DOUBLE “T”リラックスタイム16 （インターネットラジオ、2021年6月11日 - 2021年11月26日・全12回）
- 田原俊彦 DOUBLE “T”リラックスタイム17 （インターネットラジオ、2022年6月17日 - 2022年12月2日・全12回）[45]

### 舞台
- 夢泥棒（1985年、東京宝塚劇場）[46]
- ACB（アシベ）（1987年、日生劇場） - 主演[46]
- マランドロ〜チ・ン・ピ・ラ・オ・ペ・ラ（1990年、日生劇場） - 主演
- 心を繋ぐ6ペンス（1991年4月1日 - 4月30日、帝国劇場） - 主演
- ガイズ・アンド・ドールズ（1993年、日生劇場） - 主演

### アニメ
- 鷹の爪.jp（2012年、YouTube） - 6月期ナレーション・提供クレジットBGM
- 鷹の爪シックス 〜島根は奴らだ〜 （2013年、特典DVD）

### モバイル
- 田原俊彦アプリ（2010年、GREE、エイチーム）- ソーシャル・ネットワーキング・サービスの内の一種

### CM
- 江崎グリコ
- ライオン
- 牛乳石鹸
- キッコーマン
- 大阪ガス
- サントリー
- フマキラー「ベープマット」（1987年頃 - 1989年）
- 武田薬品工業「ベンザエース」（1991年）
- ハウス食品 とんがりコーン（時期不明 - 1992年）
- ダイハツ・シャレード（1990年 - 1992年）
- JT「ハーフタイム 完熟豆100%コーヒー」（1993年）
- WORLD adabat（1996年）
- ポッカ じっくりコトコト煮込んだスープ（1996年）
- 資生堂
- 第二電電
- UCカード
- NEC
- Panasonic テクニクス
- サッポロビール 黒ラベル
- APAグループイメージキャラクター（2005年 - 2006年）
- 食糧庁 ごはん食推進委員会
- アオキーズ・ピザ 肉巻きスーパーデラックス（中京広域圏ローカルCM、2009年）
- としまえん としまえんプール広告「としプー!」（2013年、夏期）、イルミネーションショー広告「としッパ!」（2013年 - 2014年、冬期）
- 南海電気鉄道 創業130年キャンペーン「愛が、多すぎる。」（2015年4月 - 2016年3月）
- グアム政府観光局 2015年秋 - 2016年春 イメージキャラクター（2015年 - 2016年）[47]

## イベント
- 「104 the NIGHT in Nishiazabu」 （2007年10月4日、西麻布・CLUB XROSS、ゲスト：前田忠明）